# Polyscias subcapitata
Polyscias subcapitata är en araliaväxtart som beskrevs av Ryozo Kanehira. Polyscias subcapitata ingår i släktet Polyscias och familjen araliaväxter. Inga underarter finns listade.